# Karl August Nicander
Karl August Nicander, né le 20 mars 1799 à Strängnäs et mort le 7 février 1839 à Stockholm, est un poète lyrique suédois.
Après des études à l'université d'Uppsala, il obtient en 1823 un emploi dans les bureaux de la chancellerie. Il reçoit en 1826 le premier prix de l'Académie de Stockholm pour sa Mort du Tasse. En 1827, il voyage en Italie. Il retourne ensuite en Suède où il termine sa vie dans la misère.

## Biographie
Karl August Nicander était le fils du directeur de l'école primaire de Strängnäs, John Nicander, frère de Henrik Nicander, et de son épouse Ulrika Sellström. Son grand-père, Per Persson, était fermier à Farneby, dans la paroisse de Vrena. Karl August Nicander s'inscrit à l'université d'Uppsala en 1817 et, après quelques années d'études, devient candidat en philosophie et soutient sa thèse sur l'esthétique pro gradu en 1824 en présence du Götiska förbund, auquel il devait appartenir. Il travaille ensuite comme copiste et commis dans l'expédition de guerre.
Il fait ses débuts en 1819 avec son condisciple Erik Sjöberg dans Kalender för damer et publie l'année suivante la tragédie Runesvärdet, qui, en tant que première tentative suédoise de drame romantique, attire l'attention et l'appréciation d'Esaias Tegnér. Nicander a ensuite publié plusieurs recueils de poèmes et contribué au cycle de poèmes Runor (1824) pour la revue Iduna du Götiska förbundets, parmi lesquels les poèmes Kungshatt et Erik Vasas runa sont devenus les plus connus. En 1827, il traduit également Othello en suédois pour le Théâtre royal. Nicander était très apprécié dans le cercle romantique d'Uppsala, avec des poètes tels que Per Daniel Amadeus Atterbom et Adolph Törneros, entre autres. En 1826, il reçut le grand prix de l'Académie suédoise pour son poème La mort de Tasso, publié dans le recueil Nya dikter (1827), ainsi que pour le cycle de romans Konung Enzio, lui aussi très apprécié.
En 1827, avec le soutien du prince héritier Oscar et de l'Académie suédoise, il se rendit en Italie, où il resta deux ans. Nicander décrira cette période comme la plus heureuse de sa vie. Il rassembla ses impressions romantiques de l'Italie dans Minnen från Södern (2 volumes, 1830-39, deuxième volume publié à titre posthume) et dans le recueil de poèmes et de nouvelles Hesperider (1835). Plus tard, sa popularité déclina et les choses empirèrent pour Nicander, qui subvenait à ses besoins en tant qu'écrivain tout en luttant contre la maladie et ses tendances bohémiennes.
Nicander était également un dessinateur accompli et l'un de ses dessins a été réimprimé dans le livre Svenska folket genom tiderna en 1939. Il est représenté à la Bibliothèque royale avec quelques scènes d'une séance de beuverie et au Musée national avec un dessin à la main.
Nicander a été enterré dans la même tombe que le poète Erik Johan Stagnelius au cimetière Maria Magdalena de Stockholm.

## Écrits
- Le Glaive runique (Runesvärdet), 1821
- La Vie et la Mort de Rosalt, 1823
- Runes (Runor)
- Le Roi Enzio (Konung Enzio), 1829
- Chants d'amour du sud (Minnen från Södern), 1831-1839
- (Hesperider), 1835
- (Lejonet i Œknen), Stockholm, 1838
- Poésies complètes (Samlade Dikter), 1839-1841
- (Poesie italiane), 1841